# Бугруватка (Олександрійський район)
Бугрува́тка — село в Україні, у Великоандрусівській сільській громаді Олександрійського району Кіровоградської області. Населення становить 14 осіб.

## Населення
Згідно з переписом УРСР 1989 року чисельність наявного населення села становила 34 особи, з яких 16 чоловіків та 18 жінок.
За переписом населення України 2001 року в селі мешкало 14 осіб. 100 % населення вказало своєю рідною мовою українську мову.

## Відомі люди
- Бойчук Андрій Прокопович (1918-1985) — український літератор та педагог.